# Sněžná čára

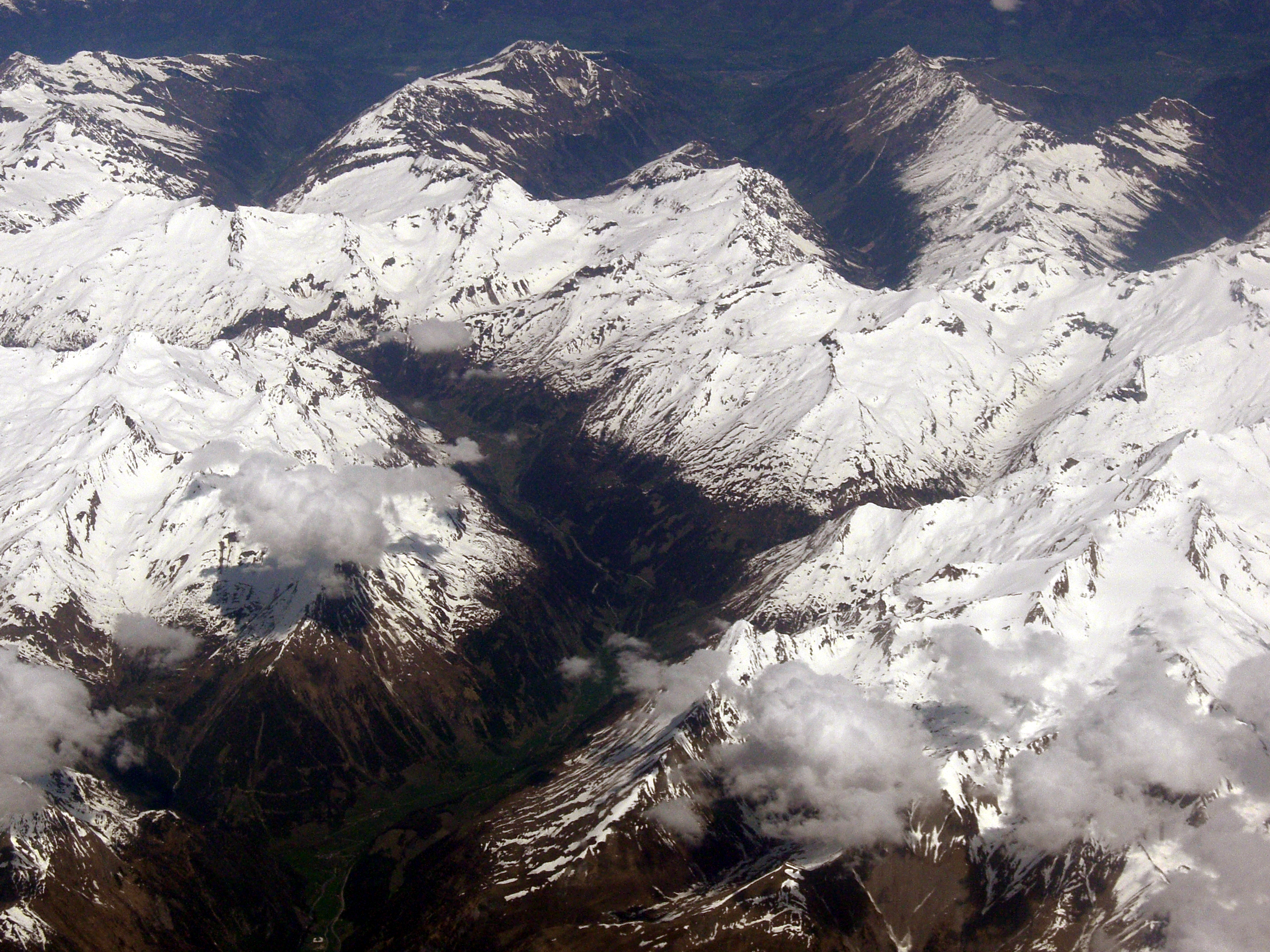
Sněžná čára dobře viditelná na vrcholkách Alp. Jedná se o linii, kam už nesahá sníh

Sněžná čára je hranice trvalé sněhové pokrývky, vlastně také hranice tání sněhu[zdroj?]. V různých klimatických podmínkách je sněžná čára různě položená (např. jedna z nejvyšších je v Tibetu: 5500–6000 m n. m.; jedna z nejnižších je v Zemi Františka Josefa: přibližně 50 m).
Na většině zemského povrchu (existují ale výjimky) platí, že sněžná čára se směrem k pólům snižuje – na rovníku je položená nejvýše[zdroj?], směrem k pólům se postupně přibližuje až k hladině moře. Sněžnou čáru mohou ovlivnit i vnější geologické jevy, klimatologické a další faktory.
Se sněžnou čárou souvisí:[zdroj?]
- trvalá sněžná čára je tam, kde sníh stále připadává a současně odtává[zdroj?]
- horní hranice lesa je hranice, od které už rostou jen kleče, mechy a lišejníky (ČR – 1250 m n. m.)

## Sněžná čára a zeměpisná šířka
| Region                  | Z. š. (°) | H (m)     | klimatologické faktory    |
| ----------------------- | --------- | --------- | ------------------------- |
| Špicberky               | 78        | 0300–0600 |                           |
| Skandinávie             | 67        | 1000–1500 | Golfský proud             |
| Island                  | 65        | 0700–1100 | Golfský proud             |
| Skandinávie             | 62        | 1200–2200 |                           |
| Alpy (severní strana)   | 48        | 2500–2800 | atlantická severní fronta |
| Centrální Východní Alpy | 47        | 2900–3200 |                           |
| Alpy (jižní strana)     | 46        | 2700–2800 | Středozemní podnebí       |
| Pyreneje                | 43        | 2600–2900 | srov. Nový Zéland −43     |
| Kavkaz                  | 43        | 2700–3800 | kontinentální podnebí     |
| Karákóram               | 36        | 5400–5800 | kontinentální podnebí     |
| Transhimálaj            | 30–33     | 6300–6500 | kontinentální podnebí     |
| Himálaj                 | 30        | 4800–6000 | zastínění                 |
| Keňa                    | 0         | 4600–4700 | Tropy                     |
| Nová Guinea             | −2        | 4600–4700 |                           |
| Andy v Ekvádoru         | −2        | 4800–5000 | tropy                     |
| Kilimandžáro            | −3        | 5500–5600 | tropy                     |
| Andy v Chile            | −27       | 5800–6500 |                           |
| Nový Zéland             | −43       | 1600–2700 |                           |
| Ohňová země             | −54       | 0800–1300 |                           |
| Antarktický poloostrov  | −70       | 00–0400   |                           |